# Pierre Le Gros, o Jovem
Pierre Le Gros, o Jovem (Paris, 12 de abril de 1666 – Roma, 3 de maio de 1719), também conhecido como Pierre Le Gros II ou Pierre Legros, foi um escultor francês que trabalhou principalmente em Roma, realizando diversas obras importantes para clientes eclesiásticos, em especial os jesuítas e dominicanos.
Le Gros pertenceu à escola barroca de escultura, e seu estilo, fiel à escola, mostra um notável dinamismo e dramaticidade, enquadrando-se ademais na filosofia da Contra-Reforma para as artes, que era a diretriz adotada pelo clero católico, ao qual serviu, para a decoração de seus locais de culto. Tal diretriz procurava em essência usar a arte para a propaganda da fé e da Igreja institucionalizada, representando temas sobre as vidas dos santos e mártires, e sobre os princípios fundamentais da doutrina, sempre didaticamente e com um apelo direto à emoção, buscando maravilhar o devoto em composições grandiloquentes instaladas em ambientações suntuosas. 
Mesmo sendo francês de nascimento, sua arte é mais adequadamente estudada dentro da história da escultura italiana, pela qual foi mais influenciado e para a qual deu a sua mais importante contribuição, do que da francesa. No apogeu de sua carreira foi o escultor mais procurado pela elite eclesiástica romana, sendo louvado como um artista de gênio, mas no fim da vida, por vários motivos, teve de procurar outros mercados. Deixou algumas peças no norte da Itália e na França, todas também de qualidade. Hoje é tido como o principal nome da escultura barroca italiana das primeiras décadas do século XVIII.

## Biografia
Nasceu em uma família de fortes raízes artísticas. Era filho de Pierre Le Gros, o Velho, também escultor, com quem se iniciou na arte, e de Jeanne, a primeira esposa de seu pai, filha do escultor Gaspard Marsy. Várias fontes do século XIX dão seu nascimento em 1656, e discordam em algumas outras datas. Com três anos perdeu a mãe. Convencido de que o desenho era fundamental para uma carreira bem-sucedida, o Velho fez o filho tomar lições com Jean Le Pautre, seu parente. Também manteve contato com os seus parentes maternos, os escultores Gaspard e Balthazard Marsy, de quem recebeu instrução, e de quem herdou o atelier aos quinze anos. Ingressou na Academia Real de Pintura e Escultura e em 1690 conquistou o Prêmio de Roma, sendo enviado à Itália para aperfeiçoamento, estabelecendo-se nas dependências da Academia da França em Roma. Ali realizou uma cópia de uma estátua antiga de Vetúria, a mãe de Coriolano, então exposta na Villa Medici, que suscitou viva polêmica quando finalmente foi exposta no Jardim das Tulherias, muitos anos depois de sua realização. Uma carta do diretor da academia, Matthieu de La Teulière, registra que era tido como excelente aluno.
Em 1695 foi realizado um concurso pelos jesuítas para a elaboração da estátua de Santo Inácio de Loyola em sua capela na Igreja de Jesus. Le Gros submeteu um projeto e saiu-se vencedor, e quando o resultado da votação foi publicado ele foi carregado em triunfo pelas ruas pelos estudantes da academia francesa. Le Gros também concordou em criar o grupo representando A Religião açoitando a Heresia e o Ódio a ser instalado à direita do altar. Contudo, ele havia aceito a encomenda dos jesuítas sem pedir autorização prévia da Academia. La Teulière escreveu para Paris informando a seus superiores da irregularidade, mas dizendo que era uma honra para um artista tão jovem ter seu projeto escolhido entre os de vários mestres concorrentes, e que o de Le Gros havia sido objeto de aplauso geral, sendo visto como um escultor de gênio. Na resposta da sede acadêmica, foi aceito o afastamento de Le Gros da academia para atender à encomenda, mas perderia a sua bolsa de estudos, pois o rei não havia ficado satisfeito com a conduta do pensionário. Mesmo assim, foi recomendado a La Teulière que desse ao jovem a assistência possível para que seu trabalho resultasse bem.
Partindo de forma amigável, não chegou a cair em desgraça junto aos franceses, continuando a manter laços com seus conterrâneos. Por outro lado, conseguiu ser patrocinado pela família Farnese, estabelecendo um atelier no Palazzo Farnese. Doravante sua carreira se consolidou; contratou vários assistentes e cercou-se de discípulos e amigos de várias nacionalidades. Pouco tempo depois o Cardeal de Bouillon, embaixador francês em Roma, encomendou esculturas para um ambicioso mausoléu familiar que ele pretendia erguer na Abadia de Cluny, em Saône-et-Loire, que não foi montado no sítio previsto, mas cujas esculturas, concluídas apenas em 1707, hoje são exibidas no Hôtel-Dieu de Cluny. Destacam-se as estátuas de Frédéric-Maurice de la Tour d'Auvergne e sua esposa, sentados, e um baixo-relevo com uma cena de cavalaria, todas de grande virtuosismo.

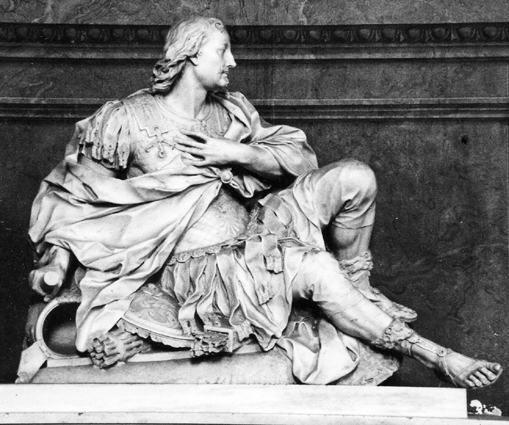
Frédéric-Maurice de la Tour d'Auvergne, Hôtel-Dieu de Cluny

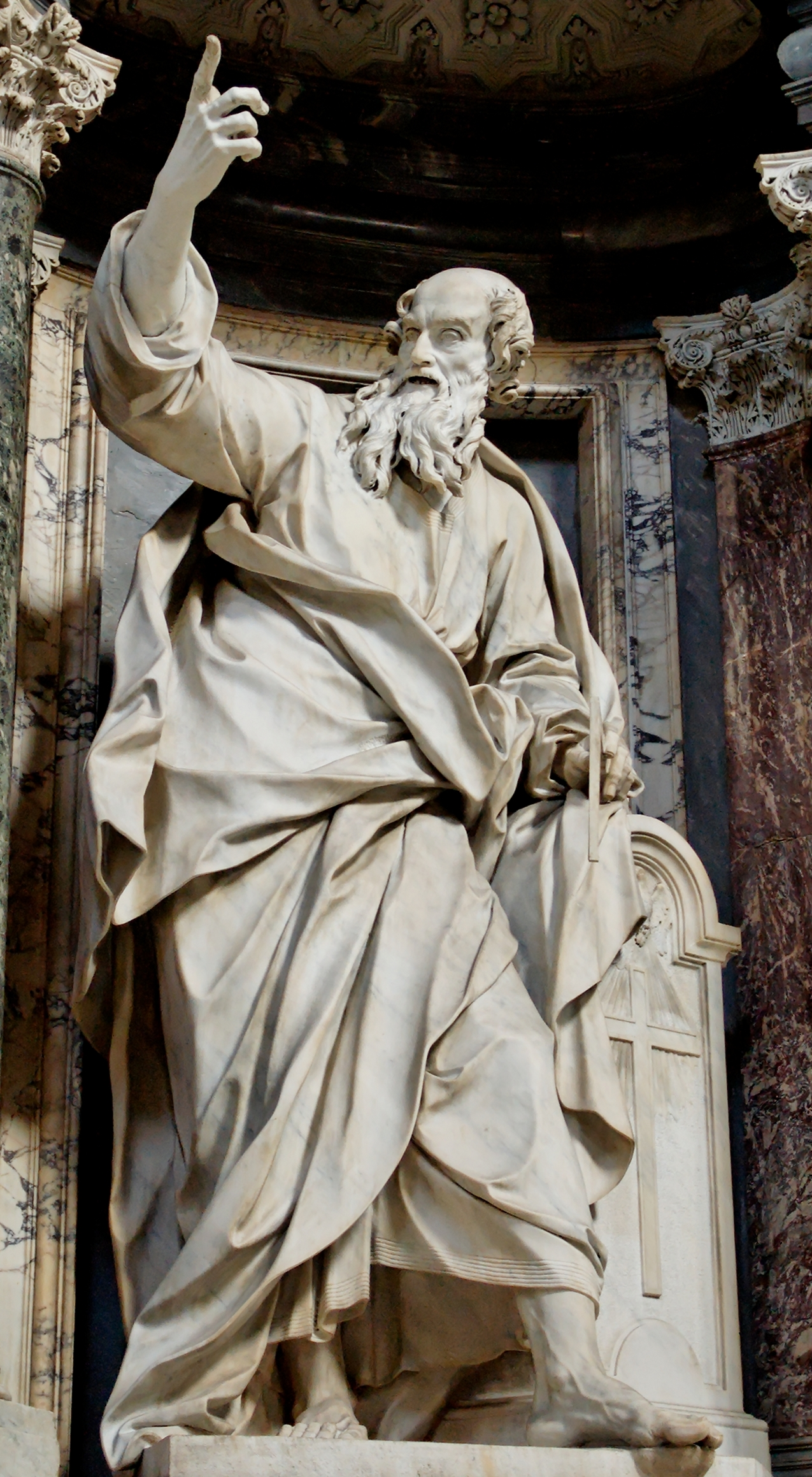
São Tomé, Basílica de São João de Latrão

O sucesso das encomendas valeu-lhe diversas outras, e ele rapidamente se tornou o mais requisitado escultor da cidade. A seguir foi contratado novamente para outras obras de vulto: em 1698, para os jesuítas esculpiu um grande relevo de São Luís Gonzaga na glória; ao mesmo tempo para os dominicanos criou um relevo para o esquife do papa Pio V e uma tumba para o Mestre dos dominicanos, Antonin Cloche. Em 1701 fez uma estátua de São Francisco Xavier, para a Basílica de Santo Apolinário, e no ano seguinte outra obra importante, uma estátua do santo Estanislau Kostka em seu leito de morte, para o noviciado anexo à Igreja de Santo André no Quirinal, a cujo respeito cerca de dez anos mais tarde se envolveu em uma ácida disputa com os jesuítas. Contudo, esta obra foi uma surpresa para o mundo da arte romana, uma vez que empregou mármores policromos, afastando-se da tradição que usava apenas o mármore branco. Entrementes, em 1700 fora eleito com unanimidade como Acadêmico de Mérito da Accademia di San Luca.
Le Gros havia casado uma primeira vez em 1701 com Marie Petit mas, ela logo falecendo, em 1704 casou-se novamente com Marie Charlotte, filha de René-Antoine Houasse, diretor da Academia da França em Roma, e através do enlace se tornou cunhado de Nicolas Coustou, outro conhecido escultor, e tio de Giovanni Paolo Pannini e Nicolas Vleughels, diretor da Academia da França em Roma entre 1725 e 1737 e um dos mais bem sucedidos intermediários entre esta instituição e o meio artístico romano.
A partir de 1703 se envolveu na criação de duas estátuas monumentais para a Basílica de São João de Latrão, representando os apóstolos Bartolomeu e Tomé, e mais a tumba do Cardeal Casanate para a mesma igreja. Outra obra de grandes proporções foi a estátua de São Domingos para a Basílica de São Pedro, finalizada em 1706. Neste ano recebeu uma incumbência de uma estátua do Cardeal Casanate para a Biblioteca Casanatense, anexa ao convento dominicano da Igreja da Minerva, acabada em 1708, e se responsabilizou também por outros elementos decorativos do átrio da biblioteca e da escadaria. Entre 1708 e 1710 ele colaborou com seu amigo, o arquiteto Filippo Juvarra, na criação da Capela Antamori na Igreja de São Jerônimo da Caridade, realizando uma estátua de São Filipe Neri. Ao mesmo tempo esteve envolvido com a criação de uma grandiosa tumba para o papa Gregório XV e seu sobrinho, o Cardeal Ludovisi, na Igreja de Santo Inácio de Loyola, realizada em c. 1709-1714. Outras de suas peças mais conhecidas desta década de atividade febril são o projeto de um relevo para a Igreja de São Tiago dos Incuráveis, realizado sob sua supervisão e representando São Francisco de Paula sobre uma nuvem invocando a Virgem Maria, rodeado de anjos, e o projeto do catafalco de Luís, Duque da Borgonha, pai de Luís XV, na Igreja de São Luís dos Franceses.
Seguindo-se à morte de seu pai em 1714, aparentemente tendo perdido seu prestígio junto aos jesuítas em virtude da disputa sobre a estátua de Estanislau Kostka, estando a estrela de seu principal concorrente, Camillo Rusconi em franca ascensão, protegido do papa Clemente XI, e estando Le Gros doente de pedras na vesícula, em abril de 1715 estabeleceu-se na casa de seu amigo Pierre Crozat em Paris, onde pretendia buscar uma cura para seu mal, organizar seu legado e continuar sua carreira em condições mais propícias. Fez desenhos para esculturas em um gabinete da mansão de Crozat, realizadas em estuque e mostrando os gênios das várias artes, e outros projetos decorativos para a capela da mansão do mesmo Crozat em Montmorency, ilustrando uma glória do Espírito Santo rodeado de cabeças de querubins, e elementos menores em outros pontos do altar. Mas sua estada na França, segundo os relatos antigos, foi amarga. Tentou ser recebido na Academia Francesa sem ser obrigado a apresentar uma peça de admissão, como era o costume, confiando em sua fama já estabelecida, mas foi recusado, o que parece ter-lhe sido causa de duradouro desgosto.
Em outubro de 1716 já estava de volta à Itália, e ali encontrou os estatutos da Accademia di San Luca alterados, discordou da direção junto com outros dissidentes e teve sua filiação cassada. Isso significava que ele já não poderia encontrar um mercado por conta própria em Roma, e teve de procurá-lo em outras partes, ainda que não tenha se mudado de Roma. Outra frustração foi ver seu rival Rusconi ser agraciado pelo papa com o título de cavaleiro pelas suas obras em Latrão, sem que ele fosse lembrado. Então atendeu a uma encomenda de Turim, que lhe solicitara estátuas de duas santas, previstas para figurarem na fachada da Igreja de Santa Cristina, mas acabaram sendo colocadas dentro da igreja, sendo a fachada completada com cópias; depois estas obras foram movidas para a Catedral de Turim. Pode ter feito uma viagem a Monte Cassino, onde deixou várias peças (em sua maioria destruídas na II Guerra Mundial), mas sentindo-se doente voltou para Roma, onde faleceu de pneumonia. Foi sepultado na Igreja de São Luís dos Franceses e seis anos após sua morte a Accademia di San Luca o reabilitou e o reintegrou como membro em seu círculo.
Le Gros foi descrito por D'Argenville como um homem de alta estatura, bem-feito de corpo, e apesar de possuir um humor melancólico sua companhia era agradável. Modesto e extremamente reservado em suas declarações, não costumava criticar o trabalho alheio. Teve discípulos que levaram adiante seu legado artístico, destacando-se o pintor Charles-André van Loo e o escultor Guillaume Coustou.

## Contexto e estilo
A carreira de Pierre Le Gros floresceu numa época em que as academias de arte haviam ganhado enorme prestígio, tornando-se a mais importante instância educativa e consagradora de um artista, e praticamente dominando todo o sistema de arte. Na França a mais célebre era a Academia Real de Pintura e Escultura de Paris, fundada por Luís XIV em 1648. Para os franceses, que então nutriam uma forte admiração pelo Classicismo, mesmo em plena vigência do Barroco, a arte renascentista italiana era uma referência central. A fim de melhor preparar os acadêmicos franceses o prêmio máximo da academia, o Prêmio de Roma, remetia o vencedor para a cosmopolita capital italiana, a fim de que se aprimorasse no contato em primeira mão com as obras-primas da arte local e com os mestres da melhor tradição. A França marcou sua presença na Itália também criando uma ramificação de sua própria academia em Roma, que deveria prover a infraestrutura necessária para os estudos dos vencedores do Prêmio.
A Academia da França em Roma se havia instalado em 1666, mas em seus inícios não exerceu grande impacto na vida artística dos italianos. Bernini, visitando a França em 1665, ainda podia fazer declarações onde repetia um preconceito a respeito da inferioridade artística francesa em relação à italiana. O papado vinha desenvolvendo um grandioso sistema de mecenato, tornando Roma o principal polo artístico europeu. Entretanto, em direção ao fim do século, Paris começou a tomar a dianteira, quando as finanças papais se exauriam e a arte francesa passava a ser vista com olhos favoráveis pelos italianos. Um primeiro sinal nesse sentido foi dado em 1644, quando os membros da Accademia di San Luca, a principal academia romana, designaram Jean-François de Troy seu próprio princeps, criando uma tradição. Em 1672 foi a vez de Charles Errard, diretor da Academia da França em Roma, ser eleito princeps no lugar de Nicolas Poussin, que havia sido a primeira escolha em eleição unânime, mas não pudera assumir. Um passo adiante neste processo foi a fusão das duas academias em 1676, embora apenas nominalmente, quando Charles Le Brun foi nomeado princeps in absentia da Accademia di San Luca. Contudo, mesmo tendo recebido sua formação na Academia francesa, e mais tarde sendo aceito como membro da Accademia di San Lucca, o que era fonte de inegável prestígio, Bissell afirma que Le Gros não demonstrou maior interesse pelas academias, e alega que a sua expulsão, no fim da carreira, da Accademia di San Lucca se deveu ao questionamento que ele fez do monopólio que elas exerciam sobre o sistema de arte.
Mesmo em declínio, o sistema de arte italiano ainda exibia um vigor notável, tendo o papado e as ordens religiosas entre seus principais mecenas. Esta elite italiana, ciente da ascensão de outras potências no cenário político e cultural europeu, tentou continuar a manter as aparências através do patronato artístico, empregando uma multidão de artistas em criações suntuosas de glorificação de sua classe, sua pátria, e também da fé cristã e da Igreja institucionalizada, resultando num rico conjunto de obras que tinham em essência uma função pública. Le Gros trabalhou em toda a sua carreira para clientes eclesiásticos católicos, associando-se intimamente em especial com os jesuítas e dominicanos, para quem produziu algumas de suas mais importantes obras.

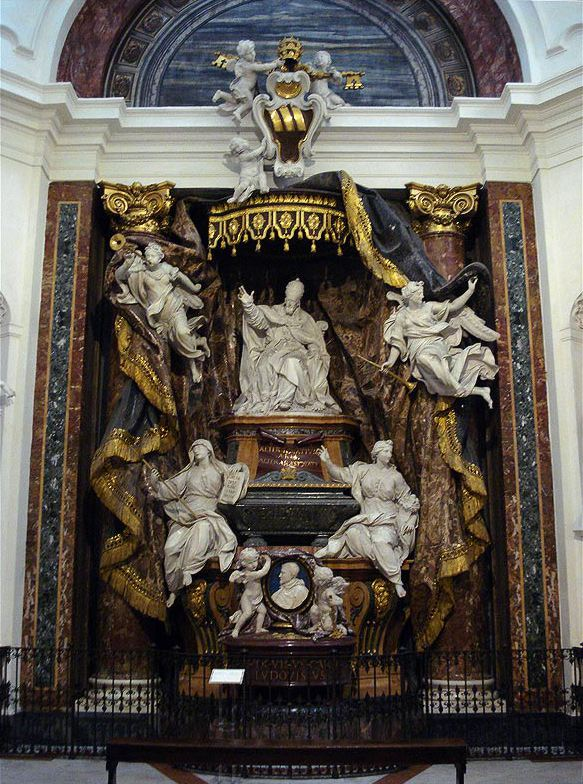
Tumba de Gregório XV, Igreja de Santo Inácio, Roma

Os princípios da Contra-Reforma, estabelecidos no século anterior, ainda continuavam na ordem do dia para a produção de arte sacra, a qual foi o centro temático da obra de Le Gros. Durante o século XVII as várias organizações religiosas que foram constituídas para promover aqueles princípios se tornaram progressivamente poderosas e ricas. Dentre as ordens foram especialmente favorecidas as dos jesuítas, dos teatinos e dos oratorianos, que ocupavam um lugar importante na hierarquia católica e cujas igrejas foram ampliadas ou reconstruídas, e redecoradas com luxo. Por volta de 1700, coincidindo com o início do período de apogeu da carreira de Le Gros, as igrejas matrizes dessas ordens eram as mais suntuosas de Roma, e se tornaram encarnações do mais típico estilo Barroco.
Este estilo, o Barroco, procurou estabelecer-se através da ênfase no teatral, no maravilhoso, no movimento e no drama. Comparando-se a produção barroca com a do seu período precedente, o Renascimento, percebe-se que uma escultura barroca é muito mais dinâmica, com os corpos em posições torcidas, as vestimentas com largas pregas esvoaçantes, preferindo composições regidas pelas formas espiral ou flamejante, sempre assimétricas. Estes traços estilísticos desejavam influenciar mais diretamente a emoção do espectador, cooptá-lo pelos sentidos, pelo deslumbramento, antes do que pelo intelecto. É importante lembrar que os barrocos não viam a obra de arte como um objeto isolado, mas como parte integrante de um vasto conjunto, de organização cenográfica espetaculosa, onde não só as artes visuais, mas também a música, a arquitetura, a palavra e mesmo os odores, se reuniam para alcançar um efeito totalizante arrebatador. O Barroco não foi usado exclusivamente pelos católicos, mas dentro do contexto da Contrarreforma uma decoração barroca tinha objetivos didáticos, concebendo-a como um roteiro visual sistematizado por uma série de convenções programáticas e retóricas para a instrução do crente inculto nas verdades doutrinais, compondo uma espécie de biblia pauperum, a bíblia dos pobres que não tinham acesso à leitura e à educação formal. Uma igreja barroca era, pois, um grande painel educativo para o povo, ao mesmo tempo em que fazia explícita propaganda da fé e da supremacia da Igreja Católica. Era um uso agressivo e confiante da arte, um argumento poderoso contra os que negavam a autoridade católica romana, numa reafirmação em grande estilo do primado de Pedro - e dos seus sucessores, os papas - sobre toda a Cristandade, e dos princípios da Igreja Militante e da Igreja Triunfante. O relato de época de um viajante inglês, Grey Brydges, quinto Lorde Chandos, sintetiza o efeito:
"... Vêm em seguida os atuais colégios, igrejas e casas religiosas, entre os quais os dos jesuítas adquiriram, nos últimos anos, grande reputação, porque em sua igreja matriz está enterrado o seu fundador, Inácio, e nela pode-se ver o seu túmulo... Lá foram colocadas todas as invenções possíveis para captar os sentimentos do homem e arrebatar o seu entendimento: primeiramente, suntuosos altares, um número infinito de imagens e de ornamentos religiosos, assim como os diversos instrumentos úteis ao seu serviço; em seguida, a música mais bela e mais estranha do mundo, que surpreende nossos ouvidos. De modo que tudo o que se pode imaginar para exprimir a Solenidade, ou a Devoção, é por eles utilizado".
Para os franceses, todo esse luxo e teatralidade parecia, no início do século XVIII, excessivo, até sufocante para a expressão da verdadeira espiritualidade, enquanto que para os italianos essa abordagem atingia um ponto alto e Le Gros, sintonizado com as preferências locais, iniciava a fase de apogeu de sua carreira em Roma. Segundo Pascal Julien, a obra de Le Gros foi uma continuação, uma evolução e de certa maneira uma competição com a de Bernini, o celebrado italiano que vivera duas gerações antes dele e que ainda era uma referência para os escultores barrocos. Além disso, o estilo dinâmico e dramático de Le Gros se inseriu com perfeição nos objetivos da igreja contra-reformada, tanto é que ele se tornou o escultor favorito do clero romano. Spagnolo o considera um elemento de transição entre o Barroco tardio praticado no início do século XVIII e o surgimento da estética Rococó, transição caracterizada pelo abrandamento classicista da impetuosidade do Alto Barroco, cujo protótipo era Bernini.

### A polêmica com os jesuítas

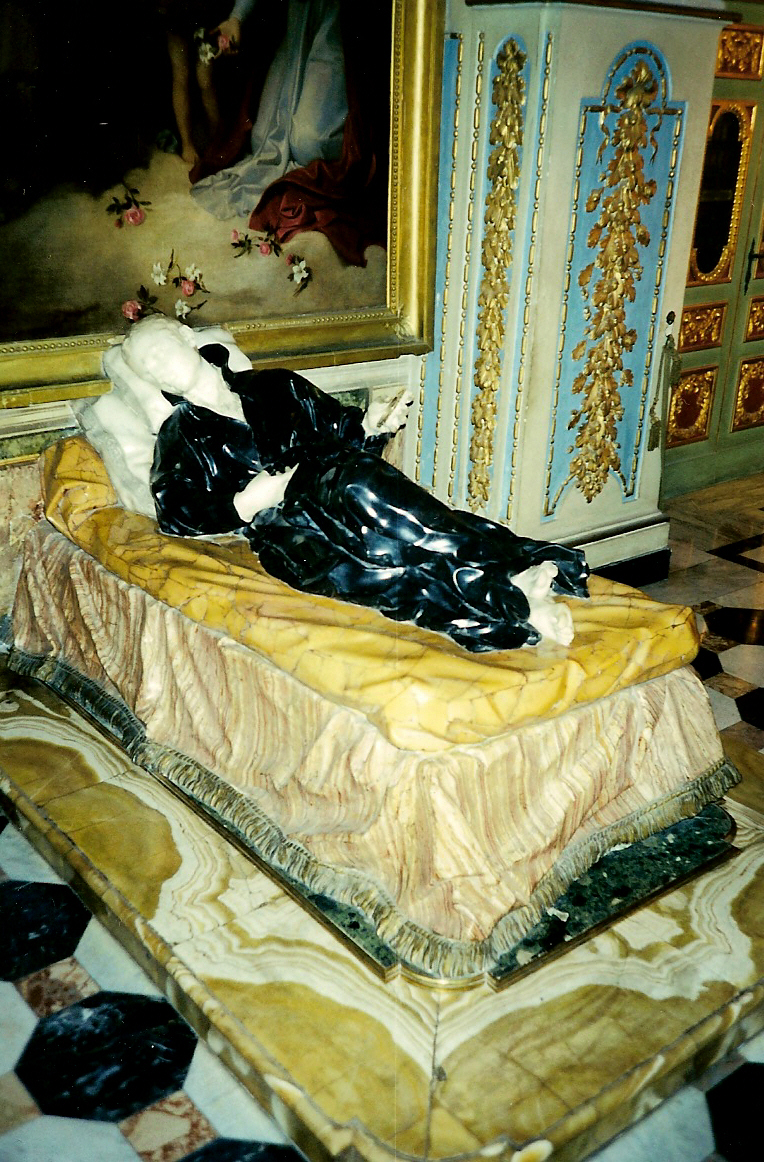
Estátua do Santo Estanislau Kostka, Noviciado Jesuíta, Roma

A polêmica que foi desencadeada em 1713 em torno da estátua do Santo Estanislau Kostka, se bem que o artista possa ter forçado os seus argumentos, é interessante por ser um testemunho detalhado sobre um debate estético e religioso no alvor do século XVIII, e por possivelmente ilustrar algumas das ideias autênticas de Le Gros, e a correspondência que ela gerou é do maior valor por ser um dos raros testemunhos autógrafos a seu respeito. Os documentos referentes ao caso - um memorando dos jesuítas, uma réplica de Le Gros, e uma tréplica dos jesuítas - foram encontrados nos arquivos da Companhia de Jesus por Francis Haskel e Gerhard Bissell.
Le Gros considerou que a localização do monumento, na capela privada dos noviços, ficava inacessível ao público, e sugeriu que se o transferisse para a capela do santo na igreja principal, Santo André no Quirinal, propondo ao mesmo tempo a substituição do original por uma cópia em estuque. Le Gros concebeu ainda que na nova localização se criasse um dispositivo mecânico que proporcionasse uma exposição espetacular da obra, da mesma forma como fora criado para a estátua de Santo Inácio na Igreja de Jesus. A mudança não foi aprovada pelos jesuítas, que lhe enviaram um memorando explicativo detalhando os seus argumentos, o que irritou profundamente Le Gros. O artista escreveu uma cáustica réplica, rebatendo ponto por ponto as objeções, e elaborando suas ideias com grande refinamento intelectual, a partir de pontos de vista tanto estéticos quanto religiosos.
Primeiramente os jesuítas levantaram a questão de prejuízo para a devoção dos noviços caso a transferência para a igreja pública fosse realizada. Disseram que na sua localização original, uma pequena capela de iluminação reduzida, exercia um efeito dramático e evocativo muito mais eficiente, ao contrário de estátuas instaladas em altares públicos ou tumbas sem uma ambientação especial. Le Gros respondeu dizendo que se prontificava a criar uma cópia em estuque para os noviços, o que foi rejeitado sob o argumento de que uma cópia não poderia sustentar uma comparação com o original, e ademais, o seu material, muito mais frágil que o mármore, em pouco tempo seria danificado pela manipulação dos noviços. Le Gros rebateu os padres mostrando que numa igreja pública a imagem seria proveitosamente objeto de devoção de uma quantidade muito maior de pessoas, de ambos os sexos e de todas as classes, e que até mesmo em outras igrejas jesuítas se buscava a devoção popular através de imagens em altares e tumbas públicas, e completou dizendo que não é o material da obra que suscita a devoção, mas o tema que ela representa. Acerca da provável deterioração da cópia, ironizou a sugestão de adoração espiritual associada a carinhos físicos, pois para ele as estátuas deviam ser adoradas e não tocadas. Sobre o suposto menor valor devocional de uma cópia, apontou o fato de que a hierarquia eclesiástica autorizava e incentivava reproduções de ícones célebres como a Madonna de Loreto, espalhadas por todo o mundo, cuja eficácia para os devotos era atestada da mesma forma. Além disso, sendo ele mesmo o autor da reprodução, prometia se esforçar para realçar ainda mais seu caráter evocativo.
Em seguida o debate passou para considerações arquiteturais. Os jesuítas disseram que a estátua não combinava com as proporções da capela de destino e ela teria de ser reformada, que a iluminação disponível no local, oriunda de uma janela traseira, prejudicaria a visualização da face do santo, e que a decoração resultaria muito diferente das outras capelas da igreja, quebrando a harmonia do conjunto. Le Gros respondeu dizendo que a peça se acomodaria com perfeição à capela, como provavam outras imagens jacentes existentes em outras capelas, que a integridade estética da igreja não ficaria rompida, mas enriquecida com uma obra qualificada, até porque as outras capelas do templo já estavam decoradas cada uma de uma forma distinta, uma prática que era seguida pelos próprios jesuítas em todos os seus templos. Finalmente, os jesuítas tentaram contornar a proposta alegando falta de verbas para a reforma, mas Le Gros os lembrou que o conselho da Ordem já havia aprovado a decoração complementar da igreja com materiais luxuosos, e que os próprios patronos do edifício, os príncipes Pamphilj, haviam destinado altas somas para sua decoração. Entretanto, a conclusão da disputa foi contrária aos seus planos, e revelou a profunda discordância de pensamento em pontos essenciais que a esta altura o afastava de seus mecenas.

## Obras principais

### Na Igreja de Jesus

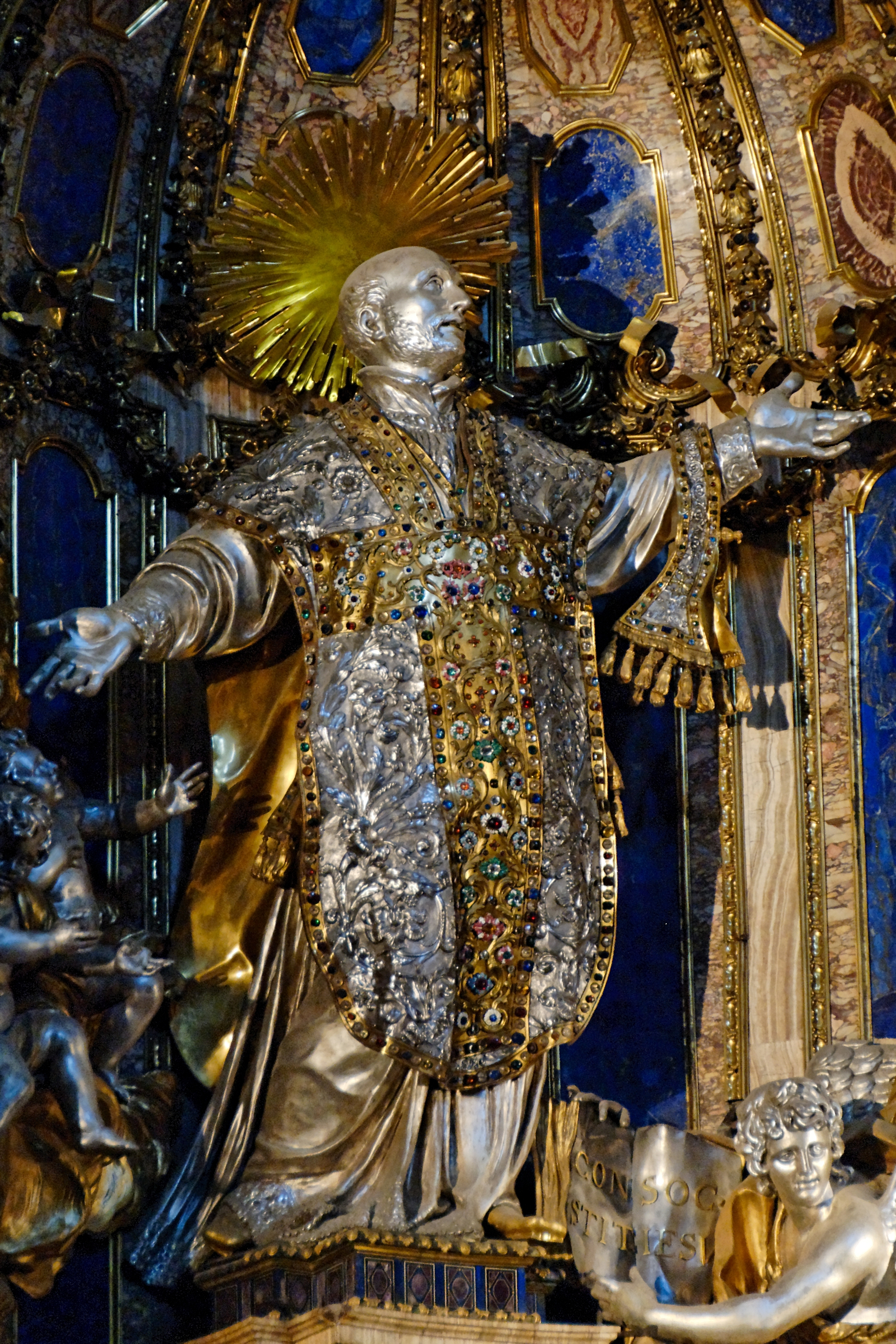
Santo Inácio de Loyola, Igreja de Jesus, Roma

Le Gros criou para a Igreja de Jesus em Roma duas peças importantes. A primeira delas foi o modelo da estátua de Santo Inácio de Loyola (1697-1698) realizada em prata e fundida por João Frederico Ludovice. A encomenda fazia parte do projeto jesuíta de glorificação do seu santo fundador, que havia sido canonizado em 1622, e que já havia rendido a criação de várias outras peças de arte. A estátua concebida por Le Gros é considerada por Mullett um dos ápices desse projeto, ainda que não se destinasse ao altar-mor, permanecendo em uma capela lateral da igreja. Entretanto esta capela foi adornada com riquezas excepcionais mesmo para os padrões barrocos, a iniciar pela própria estátua do santo, em tamanho acima do natural, toda em prata, com um peso de seiscentas libras, com a casula cravejada de pedras preciosas, além de sua moldura arquitetônica, de autoria de Andrea Pozzo, empregar mármores raros, bronzes dourados, alabastro e as maiores peças de lápis-lazúli então conhecidas, sendo complementada com outras estátuas revestidas de prata e dois grandes grupos escultóricos laterais em mármore branco. A decoração, como era a praxe barroca, foi programada para exercer um poderoso efeito de movimento e drama, objetivando provocar espanto, admiração e aprovação. Para realçar o efeito cênico do conjunto foi aberta na parede traseira da capela uma pequena janela exatamente no nível da cabeça da estátua, e a luz era captada por espelhos que a direcionavam para a face e sua auréola dourada, criando um efeito irradiante. Em acréscimo, foi concebido um mecanismo que possibilitava ocultar a imagem dentro do nicho do altar atrás de um painel pintado, e em ocasiões especiais a estátua era desvelada triunfalmente. A escolha da prata, além de ser uma honra especial, por seu alto valor, estava ligada a uma simbologia tradicional referente à natureza interior do santo, considerada semelhante à prata. O motivo temático da obra é o momento da visão de Santo Inácio em La Storta, quando Cristo ter-lhe-ia aparecido, dizendo "Eu te serei propício em Roma", o que levou Inácio a desistir de seu plano de peregrinação à Terra Santa e dirigir-se àquela cidade, onde fundou a Companhia de Jesus. A estátua que hoje se vê sobre o altar é uma réplica realizada em 1804 a mando de Antonio Canova, então Supervisor Geral de Antiguidades dos Estados Pontifícios. O original foi depredado durante a ocupação francesa em Roma em 1797.

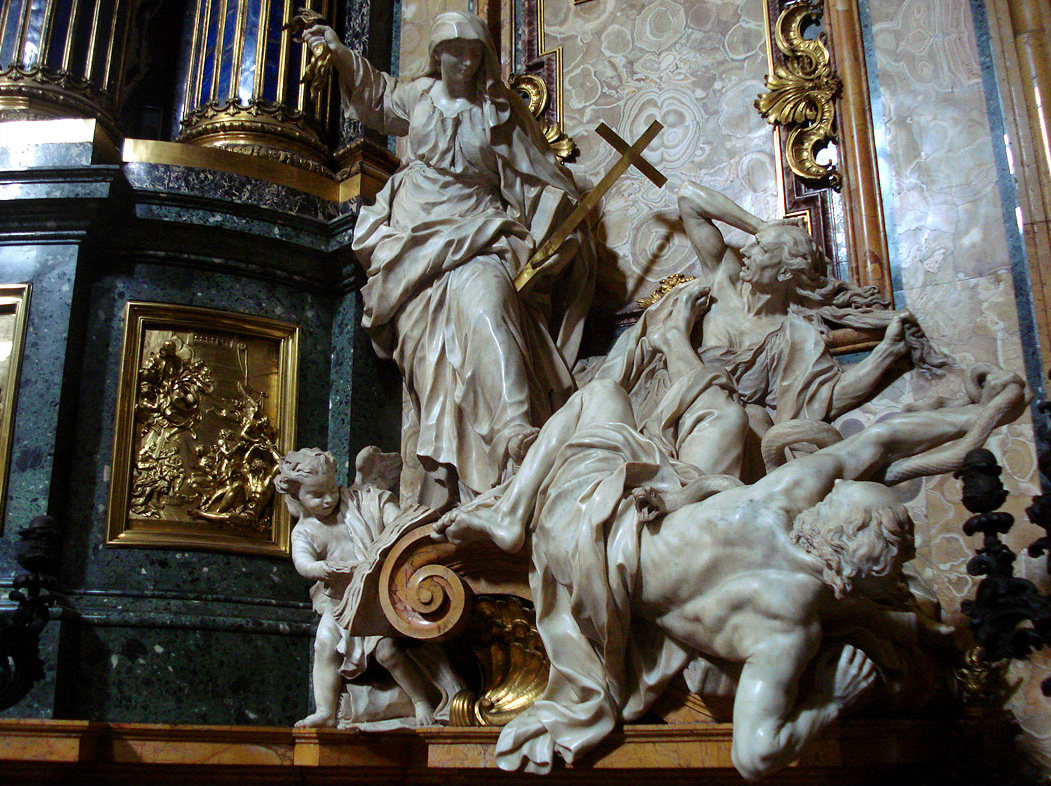
A Religião açoitando a Heresia e o Ódio

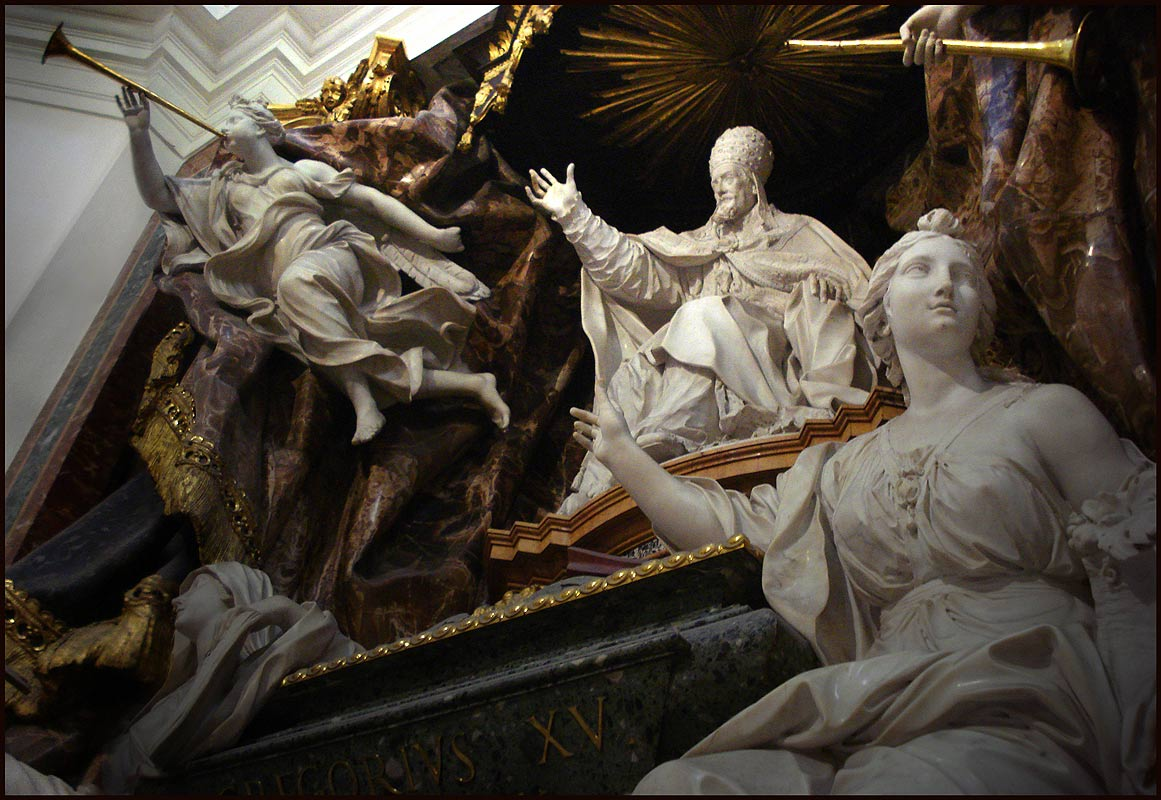
Detalhe do monumento a Gregório XV

A outra peça criada por ele para esta mesma capela foi o grupo em mármore A Religião açoitando a Heresia e o Ódio. À esquerda, de pé, a figura feminina da Religião, em atitude agressiva, segura em uma mão uma grande cruz, e na outra, uma labareda de fogo, com a qual ameaça duas outras figuras que se arrojam desordenadamente para o chão entre serpentes e livros onde estão inscritos os nomes de Lutero, Calvino e Zwingli; as figuras mostram as feições de Lutero e Calvino, embora este último tenha um corpo de velha decrépita, enquanto um pequeno anjo aos pés da Religião segura um livro herético, do qual arranca páginas. Fazendo complemento à obra de Le Gros, para o outro lado do altar Jean-Baptiste Théodon esculpiu o grupo A Fé derrotando a Idolatria.

### Na Igreja de Santo Inácio
Para a Igreja de Santo Inácio de Loyola Le Gros produziu duas outras notáveis composições. A primeira foi a estátua do papa Gregório XV e figuras acessórias, instaladas na opulenta tumba do papa e seu sobrinho, o cardeal Ludovisi, em uma capela própria. Os planos para o monumento de Gregório haviam iniciado na década de 1680 mas foram prejudicados por falta de financiamento e disputas políticas entre a família do papa e as de seus sucessores; as obras só começaram a ser efetivadas em 1709, e as esculturas só foram finalizadas em torno de 1714. A tumba se destaca da tradição funerária romana do período por sua opulência e dimensões avantajadas, por sua iconografia inovadora, e por ser um túmulo duplo. Novamente a concepção da obra de arte é teatral e glorificadora: o papa está sentado em um elevado trono, situado dentro de um nicho revestido de pesado cortinado e coroado por um dossel, veste seus paramentos solenes e usa sua tríplice tiara, e saúda o observador com um gesto amplo e retórico. Sobre o dossel três pequenos anjos seguram seu brasão; abaixo deles, ladeando o papa, voam duas Famas aladas - ambas esculpidas por Pierre-Étienne Monnot - empunhando trombetas para proclamar as virtudes do homenageado, e a seus pés estão as figuras alegóricas da Religião e da Abundância. Sob o conjunto está a urna mortuária de seu sobrinho, representado por uma efígie em relevo sustentada por dois anjinhos. O visitante que entra na capela de imediato se defronta com o papa que, ao centro de uma composição centrífuga, dramática e irradiante, como que em uma aparição, do alto parece se erguer do trono para o abençoar, uma impressão de imediatismo e movimento aumentada pelas figuras das Famas que estão em ato de erguer as pontas do tecido para revelar a imagem papal. Contrastando fortemente com as figuras em mármore branco, a estrutura arquitetônica da tumba faz uso de uma variedade de mármores coloridos, sendo especialmente notável o pesado cortinado esculpido em mármore vermelho, de modo convincentemente ilusionístico imitando veludo, que se desdobra sobre todo o nicho. Le Gros buscou um efeito similar na tumba para o Cardeal Casanate na Basílica de São João de Latrão, embora numa outra estrutura.

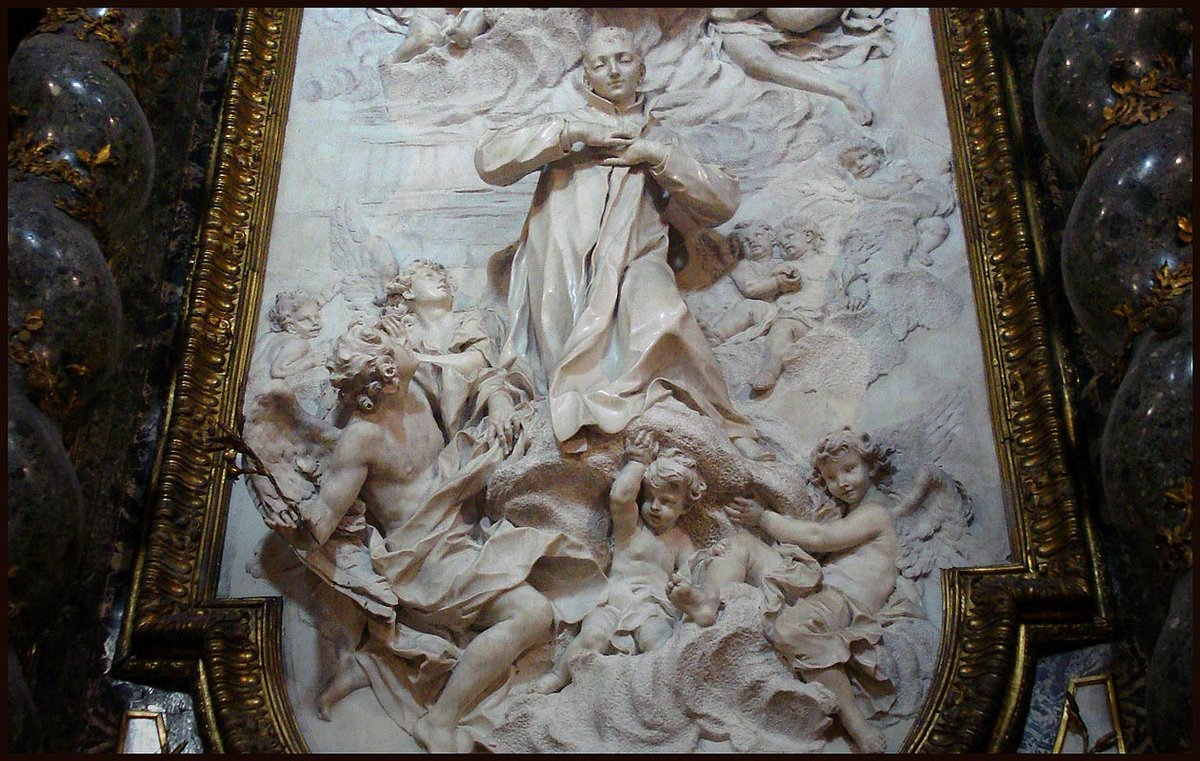
Detalhe do relevo São Luís Gonzaga na Glória

A outra peça é o grande relevo em mármore representando São Luís Gonzaga na Glória. A composição é trabalhada numa abordagem quase pictórica, Minor a chamou de impressionística, com grande sutileza no entalhe a fim de captar delicados jogos de luz, e representa o santo com muita graça, numa postura semi-ajoelhada, sobre nuvens, com as mãos postas ao peito e um semblante sorridente, mas humilde. As pregas de seu hábito flutuam livres e com certa nervosidade, desenhando zig-zags, como se sopradas pelos "ventos supra-essenciais" do Paraíso, como os descreveu o Pseudo-Areopagita. Ao fundo revoam anjos entre nuvens e raios de luz, e acima dele um anjo está prestes a coroá-lo de rosas. Abaixo outros anjos, e um deles segura uma flor de bronze dourado. Minor descreveu a peça como um exemplo de moderação dos excessos dramáticos típicos da geração anterior na representação do milagroso, e para Richardson a graciosidade e doçura da imagem, que poderiam ser vistas como uma queda no decorativo, escondem uma correspondente finura de ideias e uma enorme dificuldade de execução.

### Na Basílica de São João de Latrão

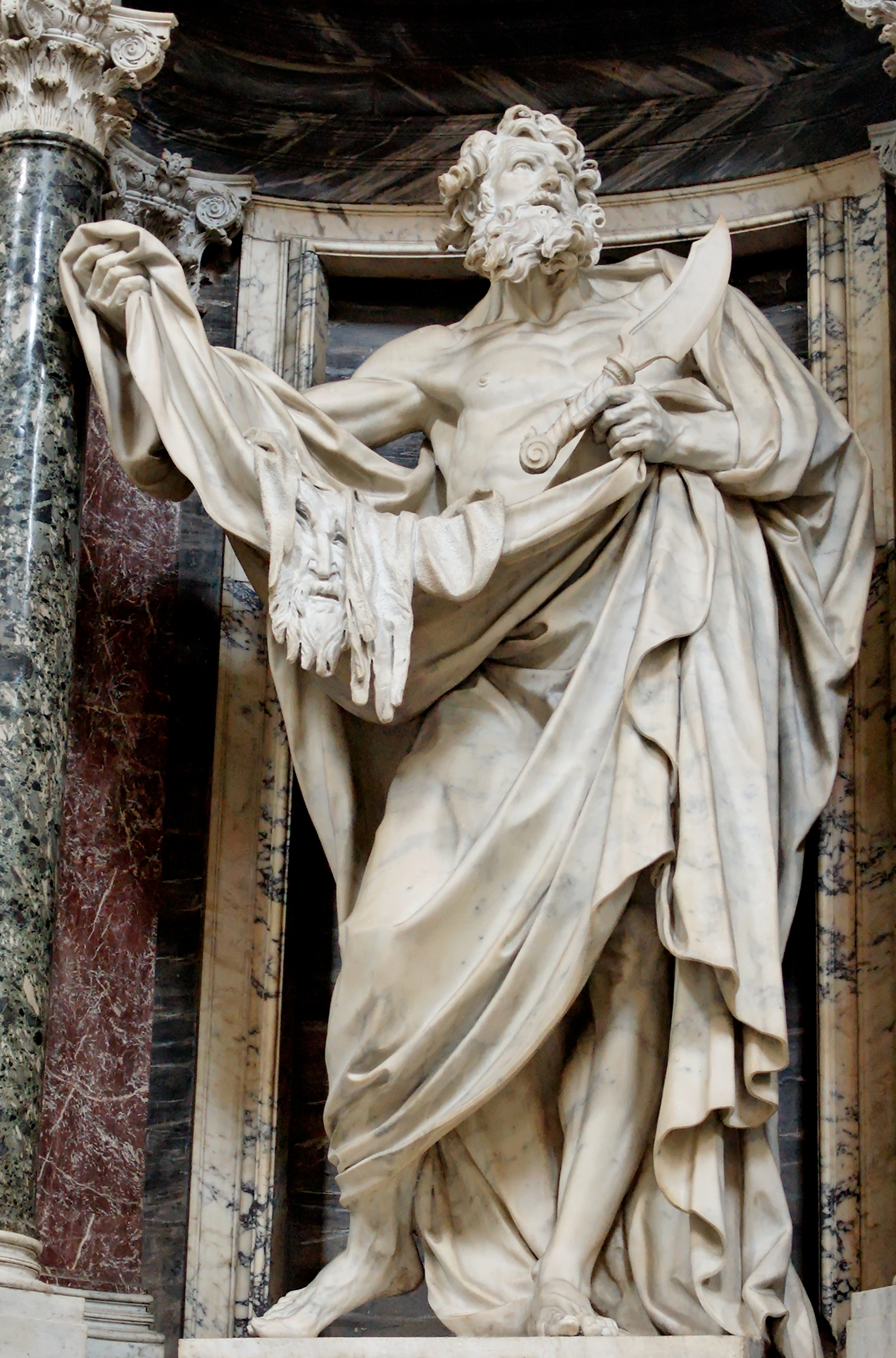
São Bartolomeu, Basílica de São João de Latrão

Este importante templo, sede oficial do Bispado de Roma, e por isso igreja matriz de todas as igrejas católicas, passou por um extenso programa de decoração durante o pontificado de Clemente XI (1700-1721). Entre as obras encomendadas estavam doze enormes estátuas marmóreas dos Apóstolos, para preencher os nichos da arquitetura da nave, vazios desde 1650, numa das maiores empreitadas escultóricas na Roma do século XVIII, que foi concluída em torno de 1718, envolvendo os mais importantes escultores do momento. Segundo Johns o programa decorativo da Basílica de Latrão se destinava a um público internacional, onde as figuras dos Apóstolos tinham especial destaque. O custo das obras foi orçado em cinco mil escudos por estátua, uma soma elevadíssima na época, e para o financiamento foram buscados patronos nos reis e nobres de vários países, tanto para aliviar os fundos papais como para enfatizar a unidade do Cristianismo. O projeto foi supervisionado por Carlo Maratta, que realizou os desenhos preliminares de todas as estátuas. Le Gros recebeu a encomenda de duas delas, as estátuas de São Tomé e São Bartolomeu. A de São Tomé foi custeada pelo rei de Portugal, Pedro II, já que relíquias da cruz usada pelo apóstolo em suas missões no oriente estavam preservadas em Goa, sede do padroado português na Índia. A de Bartolomeu foi paga pelo Cardeal Corsini. A Academia Francesa propôs ao rei da França que financiasse uma terceira, não identificada, mas o projeto não se concretizou.
Ambas as estátuas são retóricas. Tomé aponta para o alto, significando o chamado celeste, e ostenta um esquadro de carpinteiro, símbolo de sua missão, de acordo com os Atos do Santo Apóstolo Tomé. Segundo o texto, um dos Apócrifos do Novo Testamento, quando os apóstolos estavam sorteando os destinos de suas missões, a Tomé coube a Índia, mas relutou diante da difícil tarefa. Então Jesus o teria vendido como escravo a um viajante indiano que procurava carpinteiros. Bartolomeu, com mais de 4m de altura, o mostra com os emblemas do seu martírio - foi esfolado vivo - onde a tragédia em parte se dissolve na virtuosidade da realização. O apóstolo exibe a sua própria pele, onde se percebe a face vazia pendente, e a faca que serviu de instrumento para o suplício.

### No Noviciado jesuíta
A estátua do Santo Estanislau Kostka (1702-1703) foi talvez a criação mais original de Le Gros, e onde, segundo Julien, mais se afastou do modelo berniniano. Contrariando o costume de empregar apenas mármore branco, criou um monumento ricamente colorido, usando pedras de diferentes características, emprestando à composição um realismo surpreendente. Para os travesseiros, a cabeça, mãos e pés, mármore branco de Carrara; para a camisa, mármore leitoso, similar ao alabastro, para o hábito, mármore negro da Bélgica. O colchão onde repousa o santo é feito de mármore "amarelo antigo", e a estrutura da cama, coberta por uma colcha pregueada, é esculpida em alabastro oriental multicor, com veios de várias tonalidades. Orla a colcha um aplique de bronze dourado em franjas, toda a composição apoiada em uma dupla base de mármore azul e amarelado.

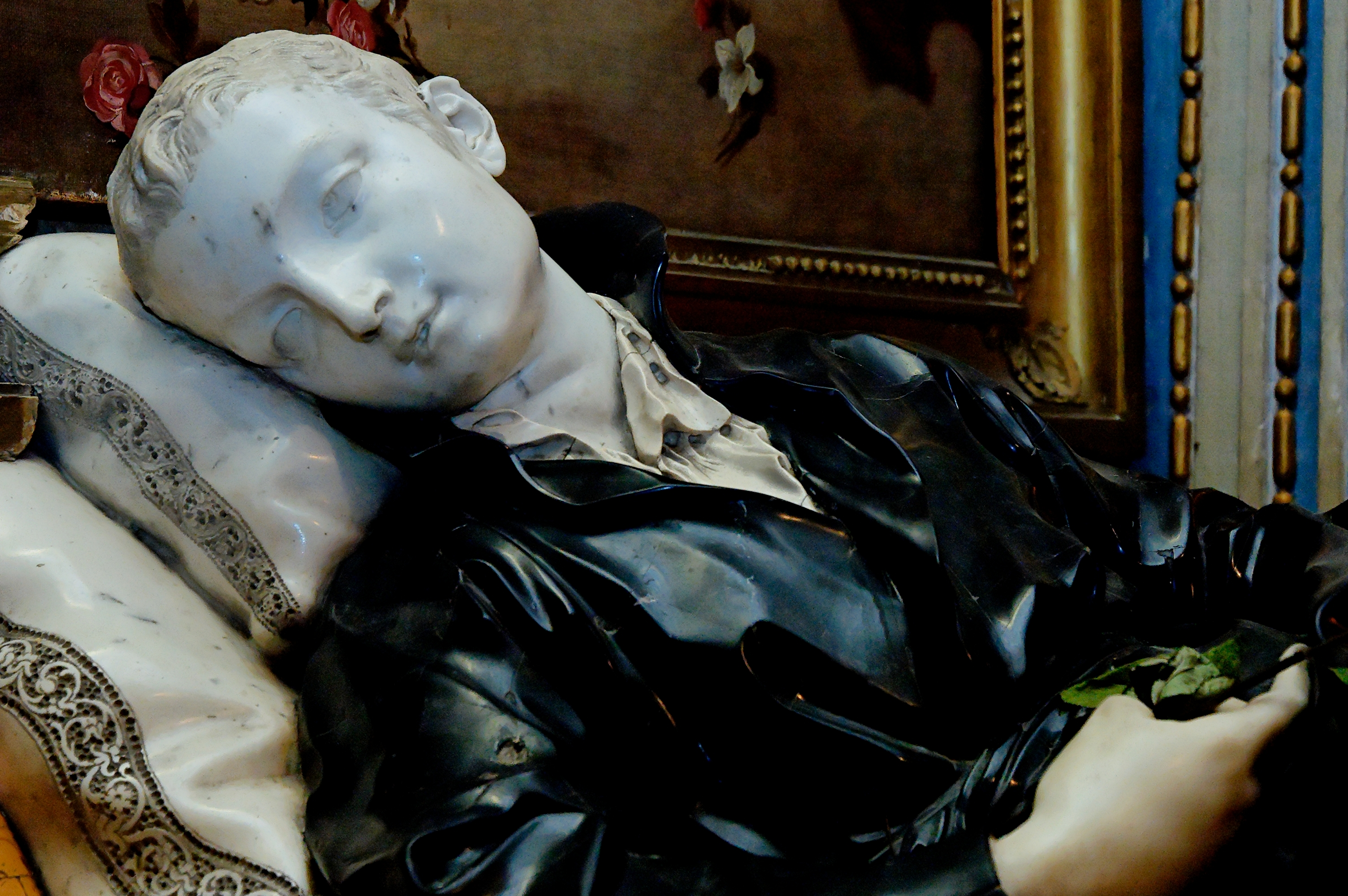
Detalhe da estátua do Santo Estanislau Kostka

A figura distingue-se da produção de Bernini sobre tema similar, notadamente a estátua jacente da Beata Ludovica Albertoni, representada num momento dramático de agonia e êxtase, e se aproxima de modelos policromos mais antigos em madeira e cera. A estátua do Santo Estanislau é muito mais tranquila. Nada resta de dor, e tampouco de êxtase; ele simplesmente repousa, levemente voltado para a sua direita, com um crucifixo em uma mão e um medalhão da Virgem na outra. Sua face sorri e conserva todo o frescor de sua juventude, e somente uma ligeira crispação nos pés denuncia a longa peregrinação que lhe causou a morte. A eficiência evocativa da composição reside na inusitada combinação de cores e na atitude serena e relaxada do representado, junto com uma instalação em uma pequena capela à penumbra. Le Gros introduziu assim uma variação contida do Barroco, distante dos apelos exaltados, gloriosos e incandescentes de Bernini, em favor de uma retórica nova, articulada com sussurros, doçura e delicadas evocações, nitidamente intimista, que exigia não um distanciamento respeitoso, mas, depois de um primeiro de espanto e temor diante do realismo obtido, apelava a uma aproximação física para produzir todo o seu efeito, o que desde o início foi reconhecido pelos padres. A obra foi vista também como uma perfeita ilustração dos métodos meditativos recomendados pelo fundador da Ordem em seus Exercícios Espirituais. Julien descreve o efeito do monumento dizendo que 
"Passado o estupor, vem o terror diante da contemplação do moribundo - um terror que acometia numerosos visitantes - a pessoa avança para perceber o abandono e a palidez do enfermo, e por fim se distinguem os olhos revirados, prenúncio do fim tão esperado. A estátua opera muito mais do que apenas um espanto inicial, ela se desvela pouco a pouco, necessitando uma demora, uma aproximação progressiva, até ser apreciada em sua inteireza".
Com o passar dos anos, ampliando-se o culto ao santo depois de sua canonização em 1726, a capela foi reformada e convertida em oratório, e tornou-se uma das curiosidades turísticas de Roma, perdendo o conjunto parte de seu efeito cenográfico. Mesmo assim vários críticos ainda louvavam a delicadeza de execução e seu naturalismo, e confirmavam o prestígio de Le Gros, a ponto de alguns a tomarem como obra de Bernini. Para os conhecedores franceses, a obra era uma prova da superioridade de Le Gros sobre Bernini e um dos mais belos exemplos de escultura de toda a Roma. Mesmo entre os italianos a estátua foi altamente apreciada. Um testemunho da época refere que a obra emocionava profundamente a todos os que iam vê-la.

## Recepção crítica

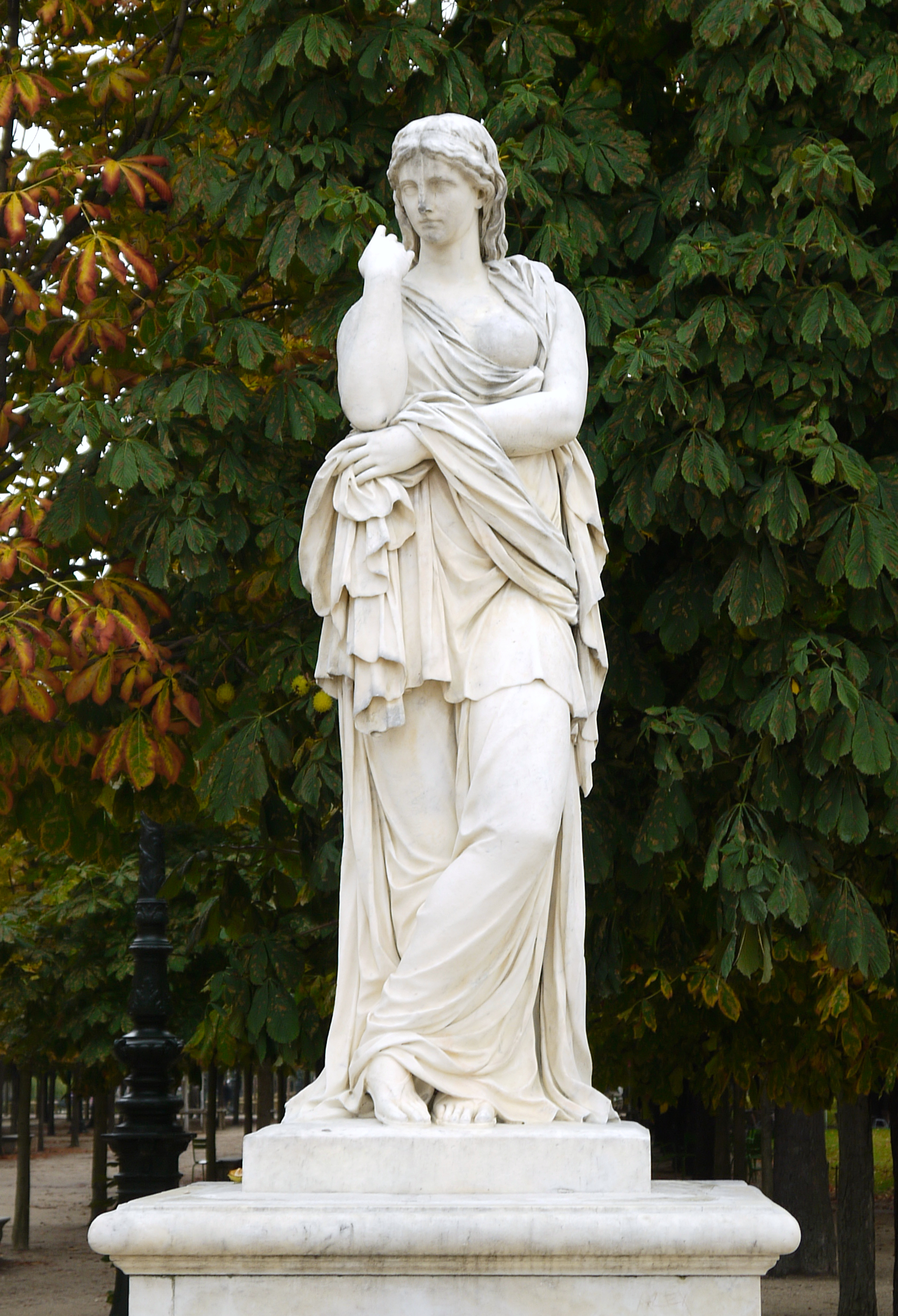
A estátua de Vetúria.

O sucesso de Le Gros foi visto pelos franceses da época, mesmo com as diferenças de gosto entre as duas nações e a "italianização" de Le Gros, como uma superação nacionalista dos modelos italianos. Étienne-Maurice Falconet repetidamente referiu-se a Le Gros como modelar, Voltaire disse que ele e Théodon embelezaram a Itália com suas obras, e o enciclopedista D'Alembert lhe teceu grandes encômios. Mas com mais propriedade ele é considerado modernamente como um dos grandes representantes do Barroco italiano, o maior de sua geração, e um artista francês apenas por seu nascimento. Seu prestígio em vida, na Itália, é atestado pelo grande número de encomendas importantes que recebeu, e sua fama perdurou por um século inteiro. Até Winckelmann, o grande teórico germânico do Neoclassicismo, o considerava um destacado artista, chamando sua obra A Religião açoitando a Heresia e o Ódio de uma das mais belas criações da escultura moderna.
No início dos oitocentos ainda era elogiado nos mais altos termos por franceses, ingleses e até norte-americanos, mas dali em diante seu nome tendeu a ser ofuscado, junto com toda a estética barroca, considerada já de mau gosto, como fez Stendhal ao dizer que a arte barroca lhe causava horror e descrever o grupo da Religião ... como uma "abjeção indizível". Entretanto, continuou a ser citado por outros como um autor de interesse em resenhas críticas e guias de turismo da época, e algumas de suas obras de fato até meados do século XIX continuaram a merecer atenção definidamente positiva, como a sua estátua do Santo Estanislau, ao contrário dos seguidores mais literais de Bernini, que caíram de moda bem antes disso diante da progressiva ascensão dos ideais neoclássicos. Em 1849 Vasi e Nibby chamavam a tumba de Gregório XV de esplêndida, e o relevo de São Luís de obra de grande mérito. Sua estátua de Vetúria também teve uma extensa sobrevida crítica. Ao ser exposta no Jardim das Tulherias desencadeou uma discussão a respeito de se uma cópia de modelos antigos poderia superar o original, num prolongamento da longa polêmica entre os antigos e modernos que animara o fim do século XVII. No final do século XVIII ainda era grandemente admirada e em meados do século XIX ainda era tida como comparável ao modelo da Antiguidade a partir da qual fora realizada. Em 2007 foi feita uma moção para ser incorporada às coleções do Museu do Louvre como um dos raros testemunhos em solo francês da produção franco-italiana da geração de Le Gros. Na opinião de Büchel, Karsten & Zitzlsperger, a tumba de Gregório XV permanece como a mais notável de seu gênero, e foi uma influência renovadora para a escultura fúnebre romana posterior. O grupo da Religião..., segundo as análises recentes de Barber e O'Connell, é uma ilustração perfeita dos princípios da Igreja Triunfante. Embora um artista importante em sua geração, a vida e obra de Pierre Le Gros, o Jovem ainda não foram objeto de extensa pesquisa e análise por parte da crítica em geral; até o presente se destaca apenas a contribuição de Gerhard Bissell, que escreveu um livro integralmente dedicado a ele.